# Els Vilars
Els Vilars – miejscowość w Hiszpanii, w Katalonii, w prowincji Girona, w comarce Alt Empordà, w gminie Maçanet de Cabrenys.
Według danych INE w 2020 roku liczyła 4 mieszkańców – 3 mężczyzn i 1 kobietę. 